# 1900年夏季奧林匹克運動會體操比賽
1900年夏季奧運會體操比賽只設有一個男子個人全能比賽項目，比賽於1900年7月29日及7月30日舉行，共有8個國家的135名選手參加比賽。前18名由法國體操選手佔據，其中法國選手超過100人。比賽由古斯塔夫·桑德拉斯贏得，諾爾·巴斯獲得第二名，呂西安·德馬內獲得第三名。最高排名的外國體操選手是瑞士的儒勒·杜克萊特，並與其他選手並列第19名。
這是體操全能比賽項目首次出現夏季奧運會，之前1896年奧運會上設有各種器械比賽項目，但不設全能比賽項目。由於當時田徑比賽經常與體操比賽混合進行，因此形成這樣的綜合比賽項目。

## 比賽形式
比賽共有16個項目，其中許多項目設有兩個項目，包括一個強制性項目和一個自選項目。每個項目最高得分為20分，總分最高為320分。這些項目大多是體操項目，但也包括一些田徑項目和舉重比賽。以下是比賽項目的詳細列表：
- 1.和2. - 高低杠（強制性和自選項目）
- 3.和4. - 雙杠（強制性和自選項目）
- 5.和6. - 吊環（強制性和自選項目）
- 7.和8. - 鞍馬（強制性和自選項目）
- 9.和10. - 地板運動（強制性和自選項目）
- 11. - 馬跳（強制性項目）
- 12. - 綜合跳高
- 13. - 跳遠
- 14. - 撐竿跳高
- 15. - 爬繩
- 16. - 舉重

綜合跳高要求跳過離地面1.25米、距起跳點1公尺的繩索。跳遠的評分標準為5米；撐竿跳高的評分標準為2.2米。爬繩比賽使用6米長的繩子。舉重比賽使用50公斤的重量，每次舉起重物可獲得2分，最多可舉起10次。

## 項目成績
| 項目         | 金牌                          | 银牌                      | 铜牌                        |
| 男子個人全能 | 古斯塔夫·桑德拉 · 法国（FRA） | 诺埃尔·巴斯 · 法国（FRA） | 呂西安·德馬內 · 法国（FRA） |

## 獎牌榜
| 排名                     | 国家 / 地区              | 金牌 | 銀牌 | 銅牌 | 总计 |
| ------------------------ | ------------------------ | ---- | ---- | ---- | ---- |
| 1                        | 法国                     | 1    | 1    | 1    | 3    |
| 总计（共1个国家 / 地区） | 总计（共1个国家 / 地区） | 1    | 1    | 1    | 3    |

## 參賽國家
賽事共有來自八個國家的135名參賽運動員參加。
- 比利时（2）
- 波希米亚（1）
- 法国（108）
- 德国（14）
- 英国（4）
- 匈牙利（2）
- 意大利（1）
- 瑞士（3）